# Nuova Frontiera

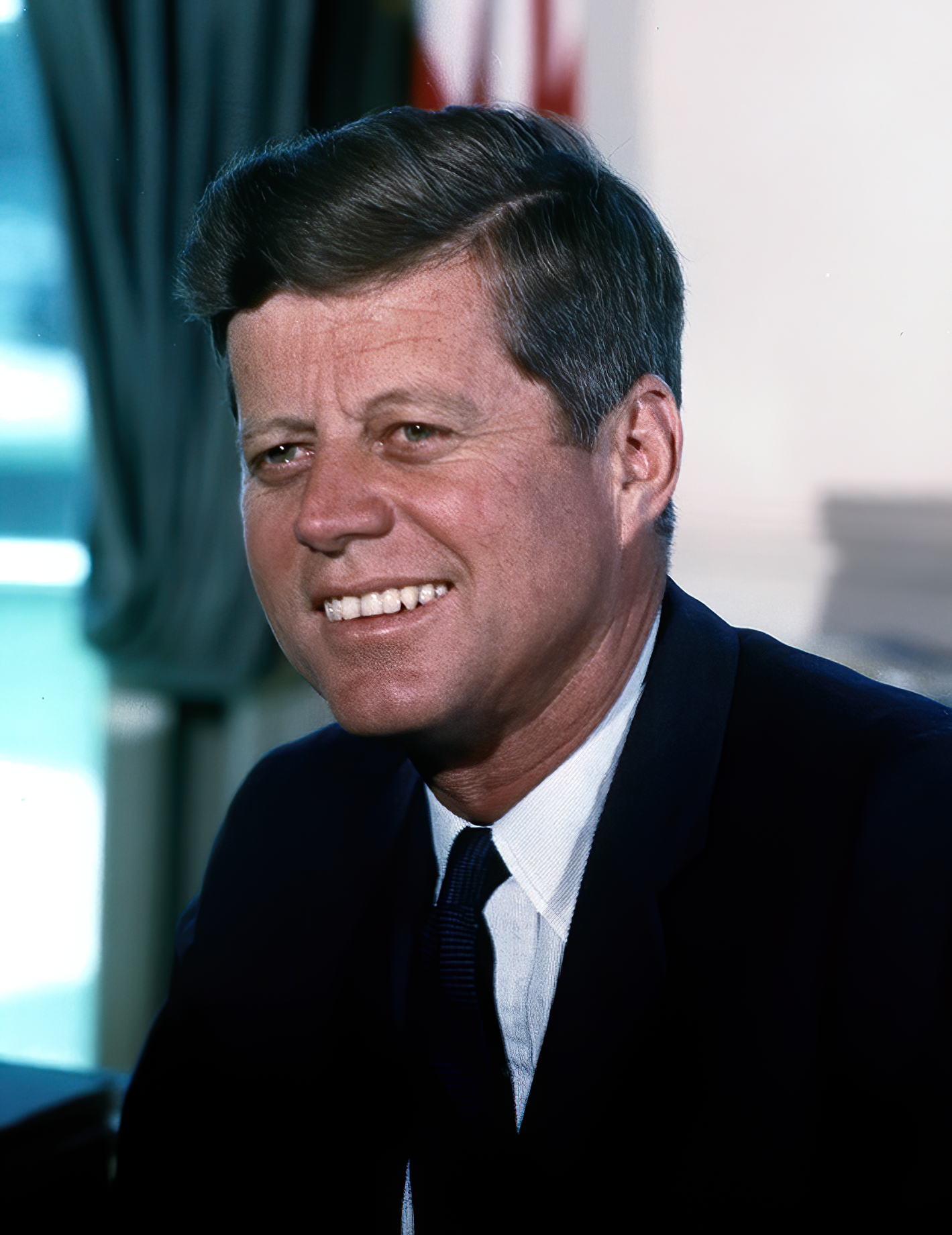
John F. Kennedy

La  Nuova Frontiera (in inglese New Frontier) è lo slogan politico adottato da John F. Kennedy nel suo discorso di accettazione della candidatura presidenziale alla convenzione democratica di Los Angeles, il 14 luglio 1960, per indicare il superamento delle frontiere della civiltà, della scienza e dello spazio.

## Passi principali del discorso
In un periodo di ristagno economico interno e di forte contrasto con l'Unione Sovietica (si era infatti in piena Guerra Fredda), Kennedy disse: 
Il termine "Nuova frontiera" faceva riferimento alla frontiera americana che si spostava continuamente durante la corsa all'Ovest nel 1850. 
Come, in passato, i pionieri della frontiera “portavano la civiltà” nei territori selvaggi dell'Ovest (Far West) così i pionieri della "Nuova Frontiera" avrebbero portato i valori della democrazia verso una nuova frontiera scientifica e spaziale, di condivisione del benessere e lotta alla guerra, di pace, di sviluppo e di libertà. 
Da allora l'espressione ha sintetizzato l'azione politica rinnovatrice iniziata dall'amministrazione Kennedy, sia nella distensione e nel disarmo degli armamenti nucleari, che in politica interna con i progetti di guerra alla povertà e alla disoccupazione, un benessere materiale e fisico, più solido e più largamente distribuito, le leggi a favore dell'istruzione e il provvedimento di legge contro la discriminazione razziale nei luoghi pubblici, nelle scuole di tutti i livelli, nelle forze armate e nelle imprese pubbliche e statali, a rinforzo delle lotte per i diritti civili iniziato dal movimento di protesta degli americani di origine africana.

## Rassegna della Nuova Frontiera
Il programma la Nuova Frontiera è destinato a rilanciare l'economia, per fornire aiuti internazionali, per fornire la difesa nazionale e per promuovere i programmi di esplorazione spaziale. Kennedy fece il punto sul controllo dei prezzi dei monopoli, e malgrado questo lo rese impopolare alle grandi imprese, ha impedito ai consumatori di essere costretti a pagare di più per un prodotto che non ne valeva il valore. Egli è stato anche un sostenitore dei diritti civili, e anche se egli non è riuscito a passare la legislazione, ha aperto la strada per le riforme che sarebbero venute dopo. Egli inoltre è riuscito ad aumentare il salario minimo da $ 1,00 a $ 1,25 all'ora.
Su scala internazionale compì due grandi cose. Il primo è stato il Corpo di Pace, che ha inviato gli insegnanti a nazioni più povere, per contribuire ad accrescere i livelli di istruzione e rafforzare le loro economie. La seconda è stata l'Alleanza per il progresso, che ha fornito aiuto in materia di sanità e di istruzione in America Latina. John F. Kennedy ha anche costruito le forze armate terrestri e firmato il trattato per il bando dei test nucleari (Partial Test Ban Treaty) con l'Unione Sovietica. Questo trattato ha convenuto che entrambi i paesi avrebbero smesso tutti i test nucleari in atmosfera e limitato quelli sotterranei. Kennedy ha anche fortemente sostenuto lo sviluppo del programma spaziale; dopo che l'Unione Sovietica ha lanciato un cosmonauta nello spazio nel 1961, Kennedy ha sfidato gli Stati Uniti a mandare un uomo sulla Luna entro il 1970.

## Legislazione e programmi

### Economia
La legge di espansione del commercio (Trade Expansion Act) del 1962 ha autorizzato il Presidente a negoziare riduzioni tariffarie su base di reciprocità, fino al 50 per cento con il mercato comune europeo. Essa ha fornito autorità legislativa agli Stati Uniti per la partecipazione a negoziati commerciali multilaterali dal 1964-1967, che divenne noto come il Circolo di Kennedy (Kennedy Round). Il mandato è scaduto il 30 giugno 1967, predeterminando la data di conclusione del Kennedy Round. Dazi statunitensi al di sotto del cinque per cento ad valorem, i dazi su alcuni prodotti agricoli di base e dazi doganali sui prodotti tropicali esportati dai paesi in via di sviluppo venivano ridotti a zero in virtù della legge. La legislazione del 1962 esplicitamente eliminava la clausola "punto di pericolo" che aveva limitato posizioni negoziali degli Stati Uniti nel precedente Accordo generale sulle tariffe doganali e sul commercio, e invece ha invitato la Commissione sulla tariffa e le altre agenzie del governo degli Stati Uniti a fornire al Presidente e ai suoi negoziatori di informazioni riguardanti i probabili effetti economici di specifiche concessioni tariffarie.

### Salari
Emendamenti al Fair Labor Standards Act Fair Labor Standards Act nel 1961 ampliarono notevolmente il campo di applicazione della FLSA nel settore del commercio al dettaglio e l'aumento del salario minimo per i lavoratori precedentemente coperta a $ 1,15 all'ora, a partire dal settembre 1961 e $ 1,25 per un'ora nel settembre 1963. Il minimo per i lavoratori soggetti alla nuova legge è stato fissato a $ 1,00 un'ora a partire dal settembre 1961, $ 1.15 un'ora nel settembre 1964, e $ 1,25 all'ora nel mese di settembre 1965. La vendita al dettaglio e i servizi furono ammessi ad assumere studenti a tempo pieno al salario di non più di 15 per cento al di sotto del minimo con una corretta certificazione da parte del Dipartimento del Lavoro. Gli emendamenti estesero la copertura ai lavoratori dipendenti di imprese del commercio al dettaglio con un fatturato superiore a 1 milione di dollari all'anno, perfino singole ditte di cui le imprese erano esenti se le loro vendite annuali erano al di sotto $ 250.000. Il concetto di copertura dell'impresa fu introdotta con gli emendamenti dal 1961. Questi emendamenti stesero una copertura lavorativa nell'industria del commercio al dettaglio dai presenti 250.000 lavoratori a 2,2 milioni.

### Alloggi
Omnibus Housing Bill 1961. Nel marzo 1961 Kennedy inviò al Congresso uno speciale messaggio, che proponeva un ambizioso e complesso programma di alloggi per stimolare l'economia, rivitalizzare la città, e rifornire alloggi a prezzi accessibili alle famiglie di medio e basso reddito. Il disegno di legge proponeva una spesa di $ 3,19 miliardi e metteva in maggiore evidenza l'aumento della fornitura degli alloggi esistenti, anziché su nuovi alloggi, e la creazione di un gabinetto a livello di Dipartimento dell'alloggiamento e affari Urbani (Department of Housing and Urban Affairs) di sorvegliare i programmi. Il disegno di legge prometteva anche di rendere l'Amministrazione federale delle abitazioni un partner a pieno titolo nel programma di rinnovamento urbano che autorizzava un finanziamento ipotecario per la riabilitazione di case e rinnovamento urbano del Comitato per l'edilizia abitativa combinato a programmi per l'edilizia abitativa, il trasporto pubblico, e leggi sui terreni in un unico disegno di legge. Aumentato delle sovvenzioni per il rinnovamento urbano da 2 a 4 milioni di dollari, ulteriori 100.000 unità di alloggio pubblico. Ha fornito opportunità di pianificazione coordinata di sviluppo della comunità: assistenza tecnica a Stato e governi locali. Riorientamento delle case disastrate con piccoli progetti di riabilitazione per preservare l'esistente tessuto urbano.

### Disoccupazione
La legge sulla formazione e sviluppo della manodopera (Manpower Development and Training Act) del 1962 autorizzò un programma di tre anni volto alla riqualificazione di lavoratori licenziati dalle nuove tecnologie. Il disegno di legge non escluse i lavoratori del beneficio e autorizzò un assegno di formazione per i partecipanti disoccupati. Anche se 200.000 persone sono state assunte, vi è stato un impatto minimo, comparativamente. La legge di risviluppo dello spazio (Area Redevelopment Act), approvò nel 1961 un pacchetto di spesa 394 milioni di dollari, seguì una strategia di investimento nel settore privato per stimolare la creazione di nuovi posti di lavoro. Fu mirata specificamente alle imprese nelle zone urbane e rurali e nelle aree depresse autorizzò 4,5 milioni di dollari all'anno per quattro anni per i programmi di formazione professionale. Del 1963 emendamenti alla National Defense Education Act inclusero 731 milioni di dollari in stanziamenti per gli stati e località per mantenere programmi di formazione professionale.

### Sanità
Nel 1963 Kennedy, che aveva una sorella che soffriva di disturbi mentali di nome Rosamaria, presentò il primo messaggio speciale presidenziale della nazione al Congresso sulle questioni relative alla salute mentale. Il Congresso rapidamente stabilì la legge sulla costruzione di centri sul ritardo mentale e sui servizi comunitari di salute mentale (Mental Retardation Facilities and Community Mental Health Centers Construction Act)(PL 88-164), per iniziare una nuova era nel supporto federale ai servizi di salute mentale. L'Istituto Nazionale di Salute Mentale (National Institute of Mental Health) si assunse la responsabilità del monitoraggio dei programmi della comunità dei centri di salute mentale. Grande successo in quanto vi fu un aumento di sei volte delle persone che utilizzavano i servizi di salute mentale. La legge di Salute Sanitaria per gli anziani (Medical Health Bill for the Aged) (più tardi noto come Medicare) fu proposta nel 1961 e firmata da Johnson nel 1965.

### Parità di diritti
La Commissione Presidenziale sullo Status delle Donne (President's Commission on the Status of Women) fu una commissione consultiva istituita il 14 dicembre 1961, da Kennedy, per indagare le questioni riguardanti l'uguaglianza delle donne in materia di istruzione, nel posto di lavoro, e ai sensi della legge. La Commissione, presieduta da Eleanor Roosevelt fino alla sua morte nel 1962, era composta da 26 membri, tra legislatori e filantropi che erano attivi nei diritti delle donne. Lo scopo principale della commissione fu quella di esaminare e documentare le politiche occupazionali in atto per le donne. La relazione finale della Commissione Donna Americana (American Woman) (nota anche come Relazione Peterson dopo che la Commissione passò alla seconda cattedra, Esther Peterson), fu pubblicata nel mese di ottobre 1963 e documentava diffusamente la discriminazione nei confronti delle donne sul posto di lavoro. Tra le pratiche affrontate dal gruppo di lavoro ci furono disposizioni legislative relative ad orari e salari, alla qualità della rappresentanza legale per le donne, alla mancanza di istruzione e di consulenza per donne che lavorano, e assicurazioni federali e legislazione fiscale che colpivano i redditi delle donne. Raccomandazioni includevano l'asilo dei bambini a prezzi accessibili per tutti i livelli di reddito, l'assunzione di pratiche che promuovevano le pari opportunità per le donne, e un congedo di maternità retribuito.
Nei primi mesi del 1960, le donne lavoratrici a tempo pieno venivano pagate in media il 59 per cento del reddito dei loro colleghi maschi. Al fine di eliminare alcune forme di discriminazione in base al sesso, Kennedy firmò la Legge sulla Parità di Retribuzione (Equal Pay Act) il 10 giugno, 1963. Durante i primi dieci anni della legge, 171.000 dipendenti hanno ricevuto indietro 84 milioni di dollari.

### Criminalità
L'Atto sulla Delinquenza Giovanile e sul controllo delle infrazioni della Gioventù (Juvenile Delinquency and Youth Offenses Control Act) fu trasformato in legge il 22 settembre 1961. Il programma diresse la gioventù a prevenire di commettere atti delinquenziali. Nel 1963, 288 molesti sono stati giudicati da una squadra che era guidata dal fratello Robert Kennedy.

### Difesa
L'amministrazione di Kennedy con il suo nuovo Segretario alla difesa Robert S. McNamara diede una forte priorità alla lotta contro la sovversione politico comunista e tattiche di guerriglia del cosiddetto "guerre di liberazione nazionale", nel Terzo Mondo in rapida decolonizzazione. Oltre a combattere e vincere una guerra nucleare, il militare americano fu anche formato ed equipaggiato per le operazioni controinsurrezionali. Anche se Forze Speciali dell'esercito americano erano state create nel 1952, Kennedy visitò il Fort Bragg US Army Special Warfare Center in una vampata pubblicitaria e diede il suo permesso alle Forze Speciali di adottare il berretto verde. Altri servizi furono avviati per proprio conto dalle loro forze contro insurrezionali nel 1961; la US Air Force ha creato il 1° Air Commando Group e la US Navy ha creato il Navy Seals.
L'Esercito degli Stati Uniti accrebbe la sua forza numerica e tecnologica di fronte al possibile confronto diretto con i sovietici a Cuba dopo il fallimentare sbarco della Baia dei Porci nel 1961 e la drammatica crisi dei missili del 1962, e in Europa dopo l'edificazione del muro di Berlino nel 1961. Soprattutto con l'amministrazione Kennedy iniziò il coinvolgimento massiccio dell'esercito americano nel Sud-Est asiatico con lo studio di piani di intervento in Indocina che avrebbe portato inesorabilmente al tragico fallimento della guerra del Vietnam.